# Brichplanggen Stock
Brichplanggen Stock lub Giuvstöckli – szczyt w Alp Glarneńskich, części Alp Zachodnich. Leży w Szwajcarii, na granicy kantonów Glarus i Uri. Należy do podgrupy Alp Glarneńskich właściwych. Szczyt można zdobyć ze schroniska Treschhütte (1475 m) lub Etzlihütte (2052 m).